# Hadži Prodan Gligorijević

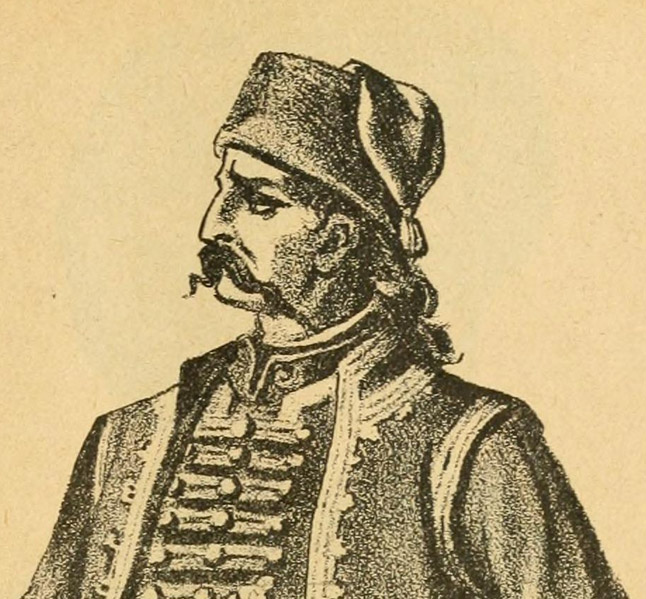
Hadži-Prodan.

Hadži Prodan Gligorijević (* etwa 1760 bei Takovo; † 1825) war ein Wojwode während des ersten serbischen Aufstandes.
Gligorijević nahm an vielen Schlachten gegen die Osmanen teil, wie der Schlacht bei Prijepolje oder der von Nova Varoš. Nach dem Scheitern des ersten serbischen Aufstands ergab er sich den Türken. Nachdem die Osmanen die Serben immer mehr unterdrückten, versuchte er 1814 einen neuen Aufstand zu beginnen. Andere serbische Führer sahen jedoch keine Chance auf ein Gelingen dieses Aufstandes und unterstützten ihn nicht. Der Aufstand wurde rasch niedergeschlagen und Hadži Prodan Gligorijević floh nach Österreich. 1821 nahm er am griechischen Aufstand gegen die Osmanen teil.
| Personendaten    | Personendaten                      |
| ---------------- | ---------------------------------- |
| NAME             | Gligorijević, Hadži Prodan         |
| KURZBESCHREIBUNG | serbischer Fürst und Militärperson |
| GEBURTSDATUM     | um 1760                            |
| GEBURTSORT       | bei Takovo                         |
| STERBEDATUM      | 1825                               |